# 2005 en Ukraine
Chronologie de l'Ukraine
- 2001
- 2002
- 2003
- 2004
- 2005
- 2006
- 2007
- 2008
- 2009

Cette page concerne les évènements survenus en 2005 en Ukraine  :

## Évènement
- Poursuite de la révolution orange.
- 4 février : 
  - Démission du gouvernement Ianoukovytch I.
  - Formation du gouvernement Tymochenko I.
- 28 septembre :
  - Le gouvernement Tymochenko I est limogé.
  - Formation du gouvernement Iekhanourov.

## Sport
- Championnat d'Ukraine de football 2004-2005
- Championnat d'Ukraine de football 2005-2006
- Coupe d'Ukraine de football 2004-2005
- Coupe d'Ukraine de football 2005-2006
- Supercoupe d'Ukraine de football 2005

## Culture
- L'Ukraine organise le Concours Eurovision de la chanson.
- Sortie des films Le 9e escadron, La nuit est claire et Podorozhni.

## Création
- BC Dnipro-Azot (en)
- Black Sea Security (en) (magazine)
- Position citoyenne (parti politique)
- Stade Bannikov (en)
- Station de métro Boryspilska

## Dissolution
- BC CSKA Kyiv (en)
- FC Real Odesa (en)
- FC HU ZIDMU-Spartak Zaporizhzhia (en)
- FC Metalist-2 Kharkiv (en)
- FC Metalurh Komsomolske (en)